# Eupithecia peregrina
Eupithecia peregrina är en fjärilsart som beskrevs av W. Warren 1904. Eupithecia peregrina ingår i släktet Eupithecia och familjen mätare. Inga underarter finns listade i Catalogue of Life.